# Тимкове (станція)
Ти́мкове — станція стикування Знам'янської дирекції Одеської залізниці на перетині ліній Тимкове — Долинська та Висоцьке — Тимкове між станціями Висунь (8 км) та Долинська (11 км). Розташована поблизу села Богданівка Кропивницького району Кіровоградської області.

## Історія
Станція відкрита у 1898 році. Проте, лінія Долинська — Нижньодніпровськ, у складі якої було збудовано станцію, відкрита ще 18 (30) травня 1884 року.
У 1982 році станція електрифікована в складі дільниці Кривий Ріг — Тимкове, у 1983 році — дільницю Тимкове — Долинська — Помічна.
З 1983 року Тимкове стала станцією стикування. На захід дільниця зі змінним струмом (~25к В), на схід — постійного струму (=3 кВ), тому тут відбувається зміна електровозів у поїздів, через це зупинка поїздів складає щонайменше 20-25 хвилин. Контактна мережа даної станції поділена на окремі секції, які здатні перемикатися з постійного струму на змінний і навпаки, в залежності від маршруту поїзда (подібно як на станціях П'ятихатки-Стикова, Львів, Лозова).

## Інфраструктура
Через станцію без зупинки не прослідує жодний поїзд, тому що з боку Кривого Рогу лінія електрифікована постійним струмом, а з боку станції Долинська — змінним струмом. Станція за місцевими мірками велика, також обслуговує вантажні поїзди.

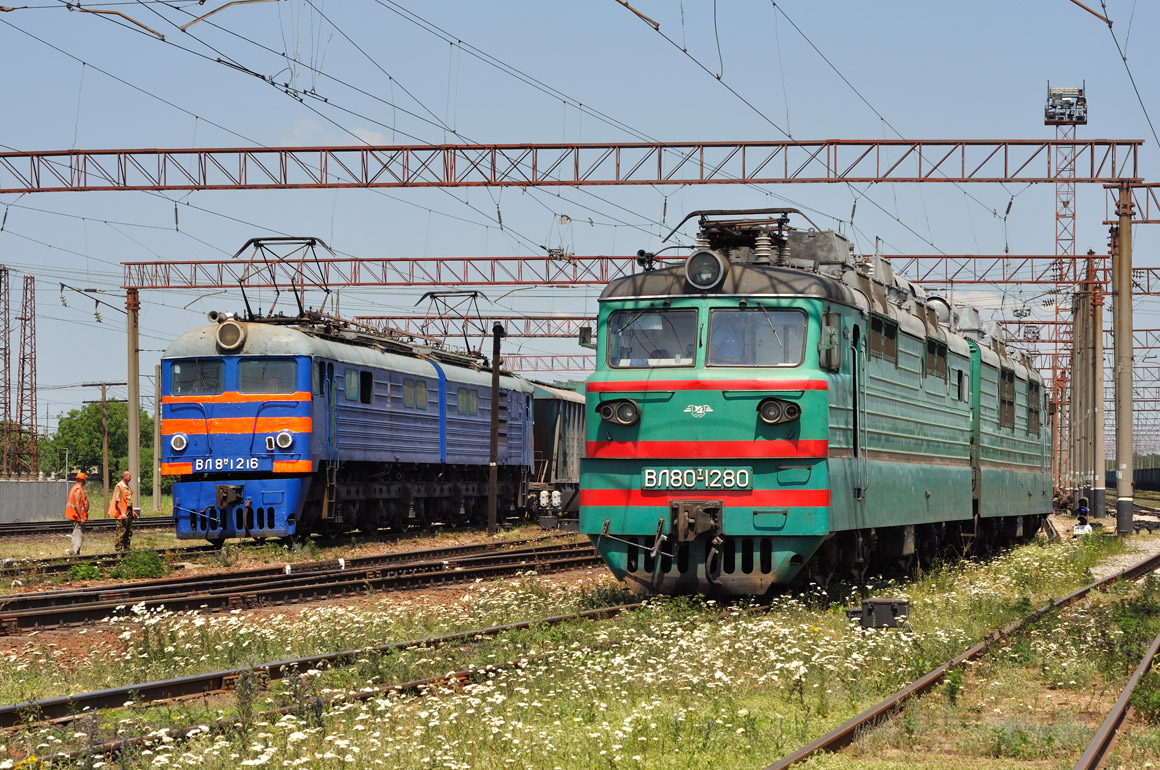
ВЛ80М-1216 та ВЛ80Т-1280 на станції Тимкове
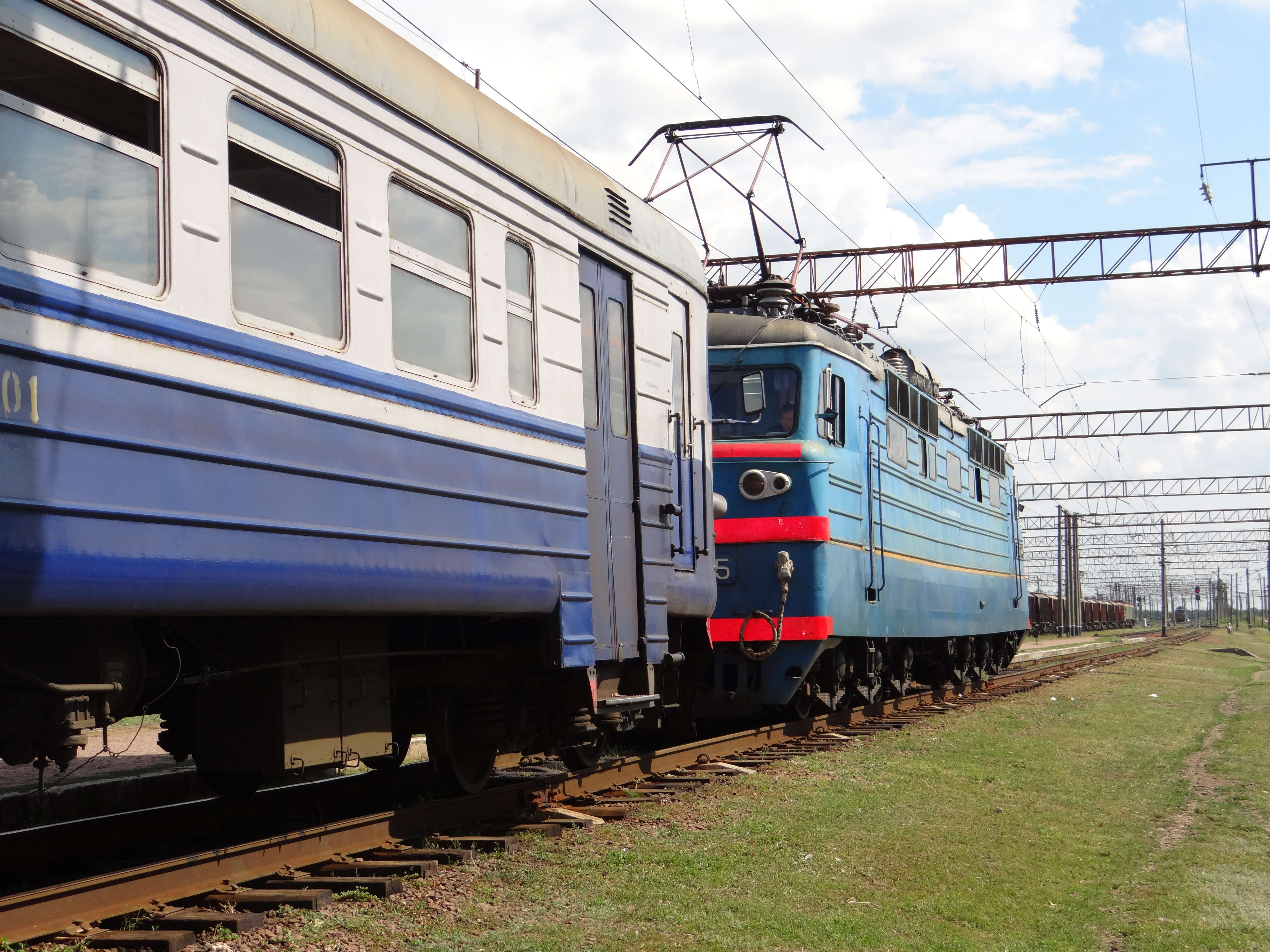
Приєднання електровозу до електропоїзда

Для прийому пасажирських та приміських поїздів відведено лише дві колії з острівною платформою між ними. При цьому вокзал не острівного типу. Перону біля вокзалу немає. Десь посередині платформи, через першу від будівлі вокзалу колію, прокладений пішохідний настил для переходу через колію, який потім переходить у сходинки та пандус для спуску до вокзалу.

## Пасажирське сполучення
На станції зупиняються поїзди далекого та приміського сполучення.
До 31 жовтня 2014 року електропоїзди прямували до станції Долинська, як видно з того, що дільниця від Тимкове до Долинської змінного струму та щоб не тягнути електропоїзд постійного струму локомотивом, було вирішено скоротити його маршрут до станції Тимкове. Однак, щоб пасажири змогли дістатися з Кривого Рогу до Долинської і здійснити пересадку на дизель-поїзд Долинська — Миколаїв, маршрут цього дизель-поїзла подовжили до станції Тимкове. Каса працює не цілодобово, а головним чином — перед відправленням приміських поїздів. На станції зупиняються два транзитних поїзда далекого сполучення № 101/102 Київ — Херсон (поїзд № 101/102 має тарифну зупинку в обох напрямках) та № 71/72 «Запоріжжя» Запоріжжя — Київ (нині — тимчасово скасований з 2022 року), проїзні документи потрібно придбати заздалегідь. У вечірні години приміська каса станції не працює, в свою чергу каси станцій Придніпровської залізниці по маршруту приміського електропоїзда Нікополь — Тимкове приміські квитки продають до станції Долинська, тому пасажири які прибувають до станції Тимкове вже мають квитки. Про таку роботу каси, імовірно, і розраховано і прораховано про недоцільну її роботу у вечірні години.
З 1 листопада 2014 року, через скорочення маршруту електропоїздів Нікополь — Долинська та Кривий Ріг-Головний — Долинська до станції Тимкове, набула статусу найважливішого пересадкового вузла на шляху з Кривого Рогу до Долинської. З цією метою, крім подовження маршруту дизель-поїзда Миколаїв — Долинська до станції Тимкове, було призначено окремі дві пари приміського поїзда під локомотивною тягою Долинська — Тимкове для підвезення пасажирів до електропоїзда Кривий Ріг — Тимкове від станції Долинська увечері та вранці та зворотному напрямку. Тимкове є пересадковою станцією на шляху з Кривого Рогу і Нікополя на приміські поїзди до Миколаєва, Помічної, що прямують через станції Бобринець та Знам'янка-Пасажирська.
У графіку руху поїздів на 2017/2018 роки денний регіональний швидкісний поїзд категорії «Інтерсіті+» № 740/739 сполученням «Київ — Кривий Ріг — Київ складом швидкісного електропоїзда «Тарпан» зупинявся на станції Тимкове для перемикання роду струму на технічну 20-хвилинну зупинку. Посадка-висадка пасажирів не здійснюється.
Посадка на поїзди далекого сполучення по станції Тимкове дозволена лише на поїзд № 102/101 Київ — Херсон (в обох напрямках). Раніше була можливість здійснити посадку до поїзда № 375/376 Харків — Херсон, який скасований у 2020 році.